# Apteropedon apicale
Apteropedon apicale är en insektsart som beskrevs av Bruner, L. 1910. Apteropedon apicale ingår i släktet Apteropedon och familjen torngräshoppor. Inga underarter finns listade i Catalogue of Life.